# Хард тренс
Хард тренс је поджанр тренс музике који је настао у Немачкој средином деведесетих, и једна је од најстаријих форми тренс музике. Бржи је и агресивнији од класичног тренса, а карактеришу га јаки битови и тврд звук. Темпо варира између 140 и 145 битова у секунди. Данас хард тренс није популаран као током деведесетих, али и даље има своје фанове у Уједињеном Краљевству, Јапану, и неким другим деловима Европе.

## Познати извођачи
- Alphazone
- Brent Sadowick
- Carl Nicholson
- Cosmic Gate
- DJ Scot Project
- DJ Tatana
- Technikal
- Yoji Biomehanika
- Ajenda
- Amadeus Celery Mozart
- Andrea Montorsi
- Andy Pickles
- Axel Coon
- Backslash Vs. Mikkas
- Bas & Ram
- Bass-T
- Chris & Matt Kidd
- Dance Monkey
- Dark by Design (Gaz West)
- Darude
- Dave 202
- Dave Joy
- Deepforces
- DiabloTraxx
- DJ Ben Eye & Log:One
- Dj Changsta
- DJ Erkenfresh
- DJ Dean
- Dj Slideout
- Dj The Crow
- Dj Wag
- DJ Blyatman
- Frank Ellrich
- G&M Project
- Hennes & Cold
- Iridium
- Identity (aka Mel The Medic)
- JamX
- Jesselyn
- Jon The Baptist
- Jon Doe
- Jones & Stephenson
- Joop
- JTB & Dj Chuck-E
- Kai Tracid
- Kamui
- KNSTRKT DSTRKT (Construct Destruct)
- Louk
- Luca Antolini Dj
- Mark Sherry
- Martin Roth
- Masif Dj's
- Mass In Orbit
- Mat Silver & Tony Burt
- MDA And Spherical
- Megara vs. DJ Lee
- Melodia
- Mikkas
- M-Zone
- Neon Lights
- Nish
- Phil Reynolds
- Phil York
- Ralph Novell
- Remo-Con
- Rocco
- Sa.Vee.Oh
- Shy Brothers
- Soren Weile
- Steve Blake
- Scooter
- Steve Hill
- Sully
- Thalamus
- The Hitmen
- Tidy Boys
- Tommy Pulse
- Topmodelz
- Uberdruck
- uamee
- Vandall
- Walt jensen
- Xlr Project
- XS Project
- Ziggy X
- Zor & Key